# Лефевр, Вандриль
Вандри́ль Лефе́вр (фр. Wandrille Lefèvre; 17 декабря 1989, Шартр, Эр и Луар, Франция) — канадский футболист французского происхождения, центральный защитник.

## Биография

### Ранние годы
Лефевр родился в Шартре и до 2003 года проживал в Перпиньяне, прежде чем переехать вместе с семьёй в Квебек.
В 2007—2010 годах Лефевр учился в школе бизнеса Монреальского университета, по завершении обучения получив степень бакалавра делового администрирования. Также в университете он выступал за студенческую футбольную команду в межвузовской лиге.

### Клубная карьера
По окончании университета Лефевр присоединился к академии «Монреаль Импакт», тогда ещё клуба NASL. 26 июня 2011 года в матче «Монреаль Импакт» против «Эдмонтона» состоялся его дебют во втором дивизионе.
После преобразования «Монреаль Импакт» во франшизу MLS Лефевр ещё год оставался системе академии клуба, не имея профессионального контракта. Подписан клубом он был перед началом сезона 2013 в качестве доморощенного игрока. В MLS он дебютировал 27 апреля 2013 года в матче против «Чикаго Файр», выйдя на замену на 54-й минуте вместо Алессандро Несты. 13 июня 2015 года в матче «Монреаль Импакт» против «Нью-Йорк Сити» он забил свой первый гол профессиональной карьере. В 2015 и 2016 годах Лефевр неоднократно заявлялся в состав фарм-клуба «Монреаль Импакт» ФК «Монреаль», выступавшего в USL, приняв участие в общей сложности в трёх матчах. 15 августа 2017 года Лефевр был отдан в аренду в аффилированный с «Монреаль Импакт» клуб USL «Оттава Фьюри». За столичный клуб он дебютировал 16 августа в матче против «Орландо Сити Б». 18 января 2018 года Лефевр был отчислен из состава «Монреаль Импакт».
Зимой 2019 года Лефевр присоединился к клубу региональной лиги Квебека «Бленвиль».

### Международная карьера
Подданным Канады Лефевр стал 2 июля 2015 года. 2 октября того же года он получил первый вызов в сборную Канады, на товарищеский матч со сборной Ганы. В матче, прошедшем 13 октября на «РФК Стэдиум» в Вашингтоне и закончившимся ничьей 1:1, он вышел в стартовом составе. 6 июня 2017 года Лефевр был включён предварительную заявку сборной Канады на Золотой кубок КОНКАКАФ 2017.

## Статистика выступлений

### Клубная
| Выступление           | Выступление      | Выступление      | Лига | Лига | Плей-офф | Плей-офф | Кубок Канады | Кубок Канады | ЛЧ КОНКАКАФ | ЛЧ КОНКАКАФ | Итого | Итого |
| Клуб                  | Лига             | Сезон            | Игры | Голы | Игры     | Голы     | Игры         | Голы         | Игры        | Голы        | Игры  | Голы  |
| --------------------- | ---------------- | ---------------- | ---- | ---- | -------- | -------- | ------------ | ------------ | ----------- | ----------- | ----- | ----- |
| Монреаль Импакт       | NASL             | 2011             | 2    | 0    | —        | —        | —            | —            | —           | —           | 2     | 0     |
| Монреаль Импакт       | Итого            | Итого            | 2    | 0    | 0        | 0        | 0            | 0            | 0           | 0           | 2     | 0     |
| Монреаль Импакт       | MLS              | 2013             | 6    | 0    | 0        | 0        | 1            | 0            | 2           | 0           | 9     | 0     |
| Монреаль Импакт       | MLS              | 2014             | 15   | 0    | —        | —        | 2            | 0            | 3           | 0           | 20    | 0     |
| Монреаль Импакт       | MLS              | 2015             | 11   | 2    | 0        | 0        | 3            | 0            | 0           | 0           | 14    | 2     |
| Монреаль Импакт       | MLS              | 2016             | 13   | 0    | 1        | 0        | 2            | 0            | —           | —           | 16    | 0     |
| Монреаль Импакт       | MLS              | 2017             | 3    | 0    | —        | —        | 3            | 0            | —           | —           | 6     | 0     |
| Монреаль Импакт       | Итого            | Итого            | 48   | 2    | 1        | 0        | 11           | 0            | 5           | 0           | 65    | 2     |
| Монреаль (фарм-клуб)  | USL              | 2015             | 2    | 0    | —        | —        | —            | —            | —           | —           | 2     | 0     |
| Монреаль (фарм-клуб)  | USL              | 2016             | 1    | 0    | —        | —        | —            | —            | —           | —           | 1     | 0     |
| Монреаль (фарм-клуб)  | Итого            | Итого            | 3    | 0    | 0        | 0        | 0            | 0            | 0           | 0           | 3     | 0     |
| Оттава Фьюри (аренда) | USL              | 2017             | 2    | 0    | —        | —        | —            | —            | —           | —           | 2     | 0     |
| Оттава Фьюри (аренда) | Итого            | Итого            | 2    | 0    | 0        | 0        | 0            | 0            | 0           | 0           | 2     | 0     |
| Всего за карьеру      | Всего за карьеру | Всего за карьеру | 55   | 2    | 1        | 0        | 11           | 0            | 5           | 0           | 72    | 2     |

### Международная
| Команда | Год   | Игры | Голы |
| ------- | ----- | ---- | ---- |
| Канада  |       |      |      |
| 2015    | 1     | 0    |      |
| 2016    | 1     | 0    |      |
| 2017    | 1     | 0    |      |
| Всего   | Всего | 3    | 0    |

## Достижения
Командные
 «Монреаль Импакт»
- Победитель Первенства Канады (2): 2013, 2014